# 港式台灣麻雀
港澳地區的十六張麻雀，又稱為港式十六張麻雀，當地又會直接稱為「台灣麻雀」、台灣牌、港式台牌等，是一種糅合香港麻雀、正宗台灣麻雀、日本麻將及國標麻將的變體，而且翻數相比正宗台灣麻將大很多。再加上港式台灣麻將為無限翻及翻種多，與傳統十三張的清章麻雀成對比，變化更多。

## 特別規則
港式台灣牌用牌基本跟十三張麻雀一樣，使用連同「春夏秋冬」、「梅蘭菊竹」八隻花的144隻麻雀牌。個別玩家會另外加上百搭牌等，視乎用家需要。規則上與一般麻雀大同小異，但有幾點特別跟香港麻雀稍有不同。另外，根據玩家偏好會有個別規則，遊戲前最好先釐清採用的規則，例如翻數表等。

### 計番
廣東麻雀因為牌型少、番數少，所以大部份的玩法都是採用累乘法，即是每多一番，就乘多一倍的意思。 但是港式台灣牌翻種多、翻數多，一般玩法都是用加算法去計算，即得到的翻數全部加上去，直接支付該翻數的籌碼就可以了。 

### 聽牌（叮）
港式台灣牌採用聽牌的規則，或稱為「叮」。玩家尚欠一張牌便食糊，稱為聽牌。此時可以選擇講出「叮」宣告。聽牌後不得換牌直至該局結束（食糊或流局），以及不得鳴牌（食糊除外）或開槓（包括暗槓）。與日本麻雀的「立直」不同，港式台灣牌的叮不需門前清，也不需支付籌碼。叮牌後一巡內食糊（不論食打出或自摸），稱作一發，加額外翻數。但若該巡有鳴牌或暗槓，則一發不成立。
另外，「叮」後依據地方規則不同，可決定是否容許在不影響聽牌型的情況下，玩家可以暗槓或加槓；或離座觀看其他三家的手牌。

### 拉
港式台灣牌當該局完結時，並非立即結算該局的籌碼，而是將該局的籌碼作為下一局的注碼。
港式台灣牌，「拉」的意思與台灣麻將本身的「拉莊」有分別。
這裏的「拉」，是指若本局其中一人放銃，如Ａ放銃給Ｂ的話，會暫時記數，稱為拉一，如果下一局Ａ再放銃給Ｂ，或是Ｂ自摸的話，（總之交易方向是Ａ→Ｂ，Ａ輸給Ｂ），上一局所記下的翻數，就會乘以1.5倍，再加上最新一局的翻數，成為「新總數」，稱為拉二。如果第三局亦是Ａ放銃給Ｂ或是Ｂ自摸，就將「新總數」再乘以1.5倍，再加上第三局的翻數，成為拉三。當Ｂ沒有再贏Ａ下去時，Ａ便需要支付當下的總數。
與「拉」相反的，就是「踢半」或簡稱「踢」。即是說，若本局Ａ放銃給Ｂ，下一局Ｂ放銃給Ａ，或是Ａ自摸的話（交易方向相反了，Ａ先輸後反贏Ｂ），Ａ將上局暫記的翻數付一半就可以了。然後此時則變成Ａ拉Ｂ。
「拉」的時候如總數有小數點位，會上捨(round up)，而「踢」的時候則為下捨(round down)。
值得注意的是，就算Ａ胡牌，但胡的是Ｃ或Ｄ的放銃牌（沒有牽涉到Ｂ的交易），則沒有「踢半」，要即時支付全額的暫記總數，再由Ａ拉Ｃ或Ｄ。

## 外部連結
- 《港式台灣麻雀番數表 （页面存档备份，存于）》，香港：2018*《港式台灣牌番數表》，香港：2018
- 鄧鴻至：〈港式台灣麻雀 新年必裝App計番、實戰規則、計番對照圖！一文學曉〉 （页面存档备份，存于），《香港01》，2020-01-25
- 麻將規則 （页面存档备份，存于）  2019*《台式麻将牌桌》，2019年